# 프레데리크 라우에센
프레데리크 라우에센(Frederik Lauesen, 1972년 11월 10일 ~ )은 덴마크의 텔레비전 진행자이다. 1998년부터 TV 2 스포츠의 진행을 맡았으며 2008년 9월부터 TV 2 스포츠국장을 역임했다.